# Tyler Graovac
Tyler Graovac (* 27. April 1993 in Brampton, Ontario) ist ein kanadischer Eishockeyspieler, der seit November 2023 bei Kunlun Red Star aus der Kontinentalen Hockey-Liga (KHL) unter Vertrag steht und dort auf der Position des Centers spielt. Zuvor absolvierte Graovac unter anderem 340 Spiele in der American Hockey League (AHL) und absolvierte weitere 84 Partien für die Minnesota Wild, Washington Capitals und Vancouver Canucks in der National Hockey League (NHL).

## Karriere
Graovac verbrachte seine gesamte Juniorenzeit zwischen 2009 und 2013 in der Ontario Hockey League. Zunächst spielte er dreieinhalb Jahre für die Ottawa 67’s, ehe er im Januar 2013 zum Titelanwärter Belleville Bulls transferiert wurde. Dort verpasste er den Gewinn der Meisterschaftstrophäe, allerdings wurde der Power Forward am Saisonende für seinen Sportgeist und Fairness mit der William Hanley Trophy ausgezeichnet. Darüber hinaus setzte er sich im Rahmen der Preisverleihungen der gesamten Canadian Hockey League gegen die Gewinner der äquivalenten Trophäen der Western Hockey League und Ligue de hockey junior majeur du Québec, Dylan Wruck und Zach O’Brien, durch und erhielt den Titel des CHL Sportsman of the Year.

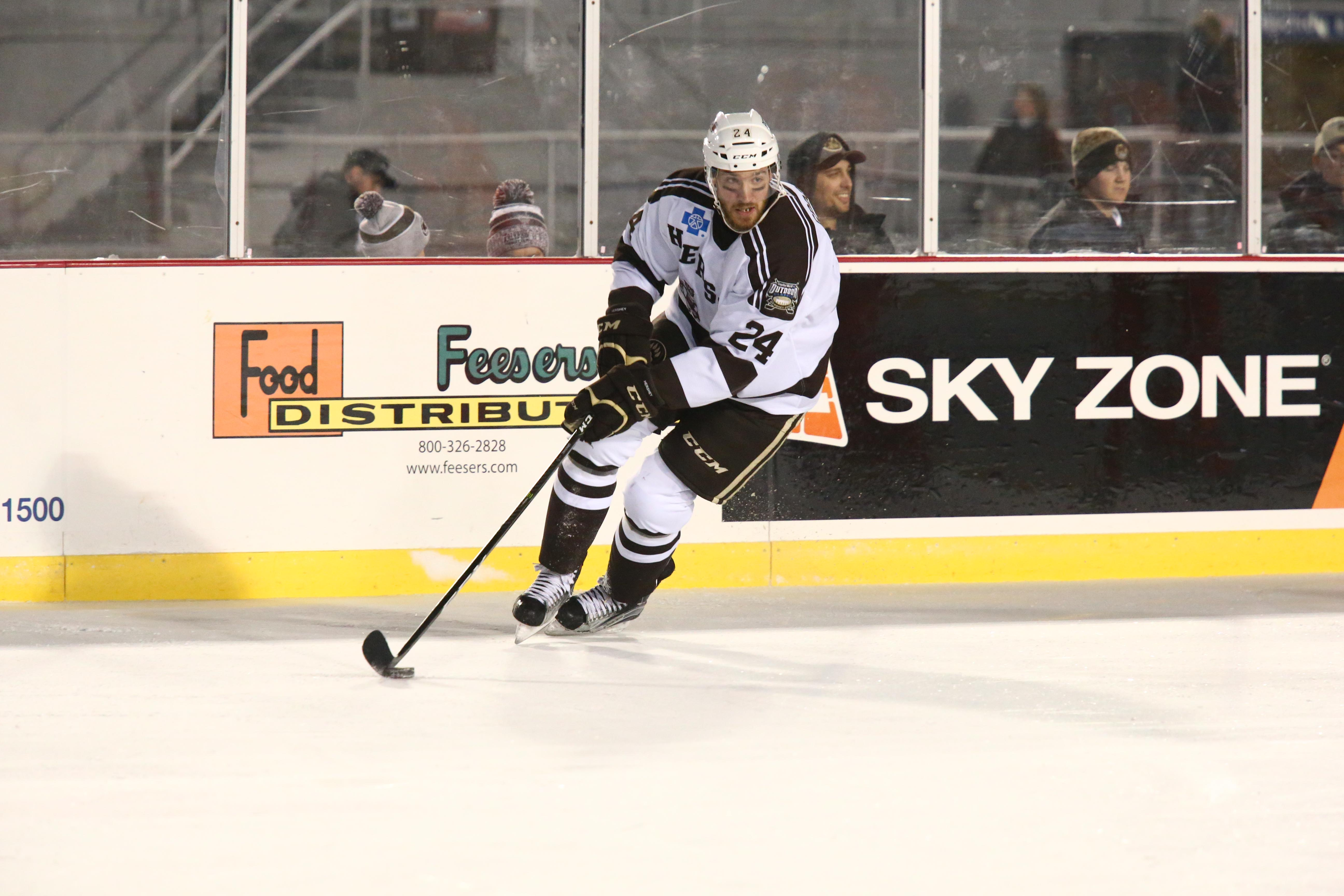
Graovac im Trikot der Hershey Bears (2018)

Nachdem Graovac bereits im NHL Entry Draft 2011 in der siebten Runde an 191. Stelle von den Minnesota Wild aus der National Hockey League ausgewählt worden war, wurde er im April 2013 von selbigen unter Vertrag genommen und wurde ab Beginn der Saison 2013/14 in der American Hockey League beim Farmteam Iowa Wild eingesetzt. Zu dessen Kader gehörte Graovac auch in den folgenden beiden Spieljahren, wenngleich er in den Spielzeiten 2014/15 und 2015/16 auch in der NHL für Minnesota debütierte und zu fünf Einsätzen kam. Im Juli 2016 verlängerte das Franchise den auslaufenden Vertrag des Stürmers, der sich zu Beginn der Saison 2016/17 erneut in der AHL wieder fand und dort bis Ende Oktober 2016 auflief, ehe er bis Mitte Februar 2017 fest zum Kader der Minnesota Wild gehörte.
Nach vier Jahren im Franchise der Wild wurde Graovac Mitte Juni 2017 im Tausch für ein Fünftrunden-Wahlrecht im NHL Entry Draft 2018 an die Washington Capitals abgegeben. Dort erhielt er im Sommer 2018 keinen neuen Vertrag, sodass er als Free Agent im Juli 2018 einen Einjahresvertrag bei den Calgary Flames unterzeichnete. In gleicher Weise wechselte er im Juli 2019 zu den Vancouver Canucks. Die Canucks verliehen ihn im Januar 2021 an die Manitoba Moose, um einen Wechsel zwischen NHL und AHL zu beschleunigen. Da das eigentliche Farmteam der Canucks, die Utica Comets, in den USA ansässig ist, wäre die jeweilige Quarantäne deutlich länger als sie es nun bei einem Wechsel zwischen Manitoba und British Columbia ist.
Im Juli 2021 entschloss sich Graovac zu einem Wechsel nach Europa, indem er beim HK Dinamo Minsk aus der Kontinentalen Hockey-Liga (KHL) einen Vertrag unterzeichnete. Innerhalb der Liga wechselte der Stürmer im Juli 2022 zum Ligakonkurrenten HK Witjas und ein Jahr später weiter zu Admiral Wladiwostok. Nach 20 Einsätzen, in denen ihm lediglich vier Scorerpunkte gelungen waren, wurde Graovac Ende November 2023 im Tausch für seinen Landsmann Cliff Pu an den chinesischen KHL-Teilnehmer Kunlun Red Star abgegeben.

## Erfolge und Auszeichnungen
- 2013 William Hanley Trophy
- 2013 CHL Sportsman of the Year

## Karrierestatistik
Stand: Ende der Saison 2023/24
(Legende zur Spielerstatistik: Sp oder GP = absolvierte Spiele; T oder G = erzielte Tore; V oder A = erzielte Assists; Pkt oder Pts = erzielte Scorerpunkte; SM oder PIM = erhaltene Strafminuten; +/− = Plus/Minus-Bilanz; PP = erzielte Überzahltore; SH = erzielte Unterzahltore; GW = erzielte Siegtore; 1 Play-downs/Relegation; Kursiv: Statistik nicht vollständig)